# Aldisa
Aldisa es un género de moluscos nudibranquios de la familia Cadlinidae.

## Morfología
El cuerpo es ligeramente deprimido, de forma oblonga oval, con los extremos igualmente redondeados, y con tubérculos cónicos bajos recubriendo el notum, o manto. Para investigar el medio utilizan dos tentáculos situados en la cabeza, llamados rinoforos, que son retráctiles en vainas, y otros dos tentáculos, situados cerca de la boca, que les sirven para oler, detectar estímulos químicos y tocar, en su caso son rudimentarios, con forma de tubérculo o auriformes. Carecen de órgano de la vista propiamente dicho, en su lugar tienen una pequeña esfera dentro del cuerpo que le sirve para detectar luz o sombras. Los dientes de la rádula son alargados y con múltiples denticulaciones.
En la parte posterior del dorso tienen unos apéndices de apariencia plumosa que son las branquias que utilizan para respirar; pueden ser unipinnadas, bipinnadas o tripinnadas. Las branquias se sitúan rodeando la abertura anal, y son también retráctiles en vainas, cuyo margen está rodeado por un anillo de tubérculos. Este género cuenta con un sistema reproductivo triaulico, que cuentan con dos aberturas genitales femeninas separadas: oviducto y vagina, y un pene masculino, armado con espinas.
Son lentos de movimiento y cuando son tocados por un predador, se encogen y esconden los rinoforos.
Su tamaño oscila entre 25 y 40 mm de longitud.

## Alimentación
Es carnívoro y come principalmente esponjas, como Anthoarcuata graceae, Hamigera sp, Ophlitaspongia pennata o Hymendesmia brepha.

## Reproducción
Como todos los opistobránquios, son hermafroditas y producen tanto huevos como esperma. Aunque son hermafroditas no pueden autofecundarse, por lo que necesitan, al menos, de otro individuo para procrear. Las puestas son masas espirales de pocos huevos, cuyos diámetros oscilan entre 130 y 200 micras, y son de color rojizo. 
Tras la fertilización producen larvas planctónicas, que cuentan con una concha para protegerse durante la fase larval, y que, al evolucionar a su forma definitiva la pierden. La larva deambula por la columna de agua hasta que encuentra una fuente de comida, normalmente esponjas, entonces se adhiere y evoluciona al animal adulto.

## Hábitat y distribución
Habitan zonas rocosas, desde áreas intermareales hasta muros profundos, en un rango de profundidad entre 0 y 118 metros.
Se distribuyen en aguas templadas y tropicales del Indo-Pacífico y el Atlántico.

## Especies
El Registro Mundial de Especies Marinas reconoce las siguientes especies en el género Aldisa:
- Aldisa albatrossae Elwood, Valdés & Gosliner, 2000
- Aldisa albomarginata Millen in Millen & Gosliner, 1985
- Aldisa andersoni Gosliner & Behrens, 2004
- Aldisa banyulensis Pruvot-Fol, 1951
- Aldisa barlettai Ortea & Ballesteros, 1989
- Aldisa benguelae Gosliner in Millen & Gosliner, 1985
- Aldisa binotata Pruvot-Fol, 1953
- Aldisa cooperi Robilliard & Baba, 1972
- Aldisa erwinkoehleri Perrone, 2001
- Aldisa expleta Ortea, Pérez & Llera, 1982
- Aldisa pikokai Bertsch & S. Johnson, 1982
- Aldisa puntallanensis Moro & Ortea, 2011
- Aldisa sanguinea (J. G. Cooper, 1863)
- Aldisa smaragdina Ortea, Pérez & Llera, 1982
- Aldisa tara Millen in Millen & Gosliner, 1985
- Aldisa trimaculata Gosliner in Millen & Gosliner, 1985
- Aldisa williamsi Elwood, Valdés & Gosliner, 2000
- Aldisa zetlandica (Alder & Hancock, 1854)

Especie cuyo nombre ha dejado de ser aceptado por sinonimia:
- Aldisa berghi Vayssière, 1901 aceptada como Doris ocelligera (Bergh, 1881)

## Galería

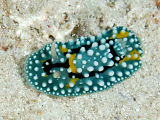
Aldisa albatrossae
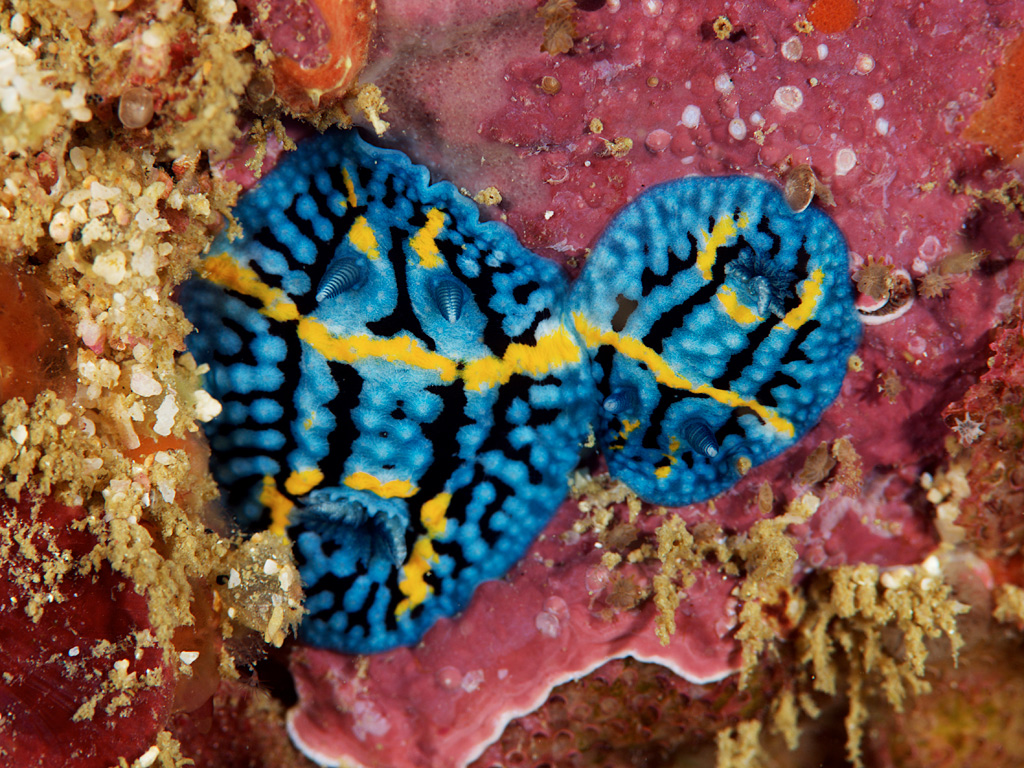
Aldisa andersoni
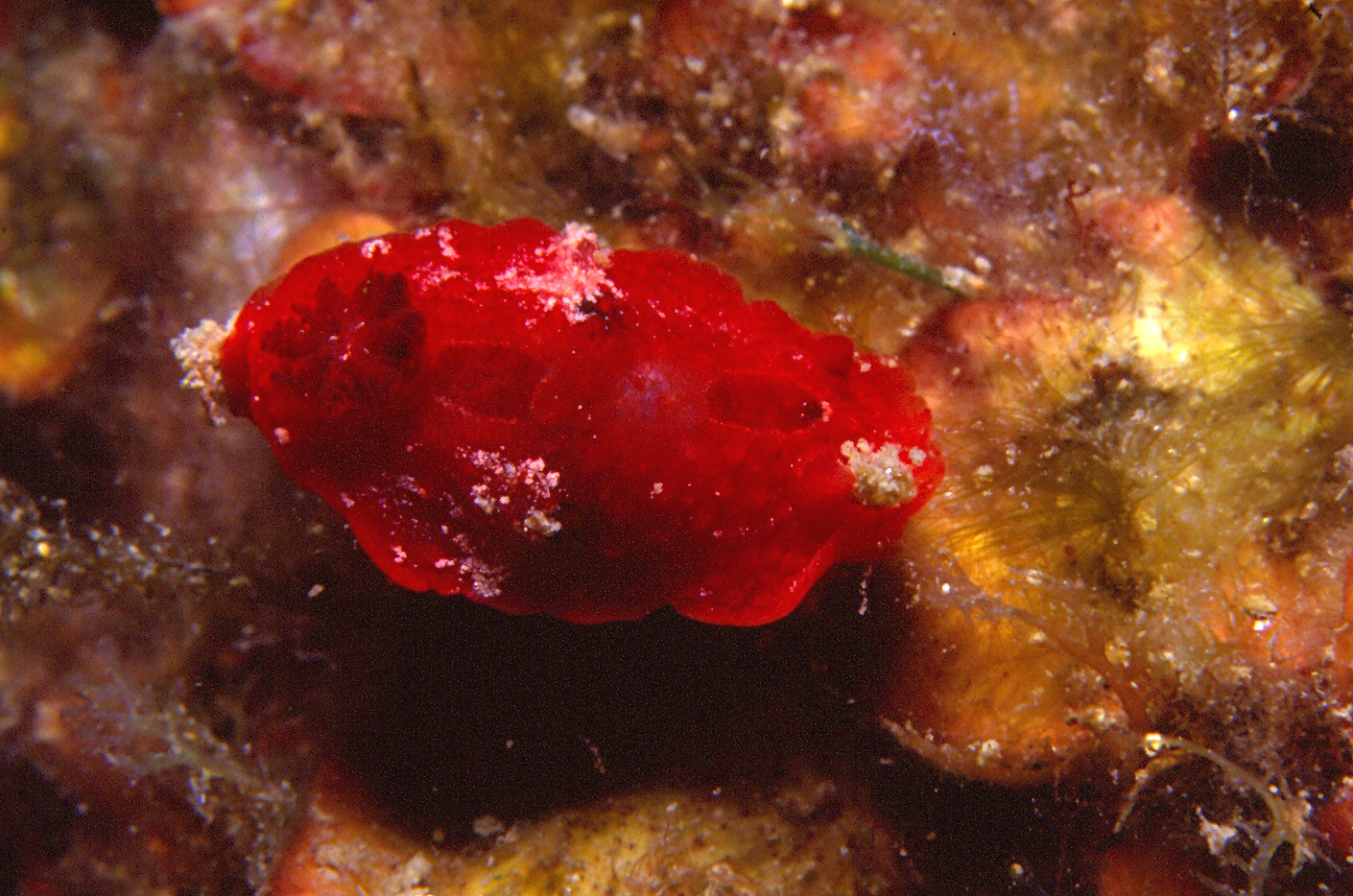
Aldisa banyulensis
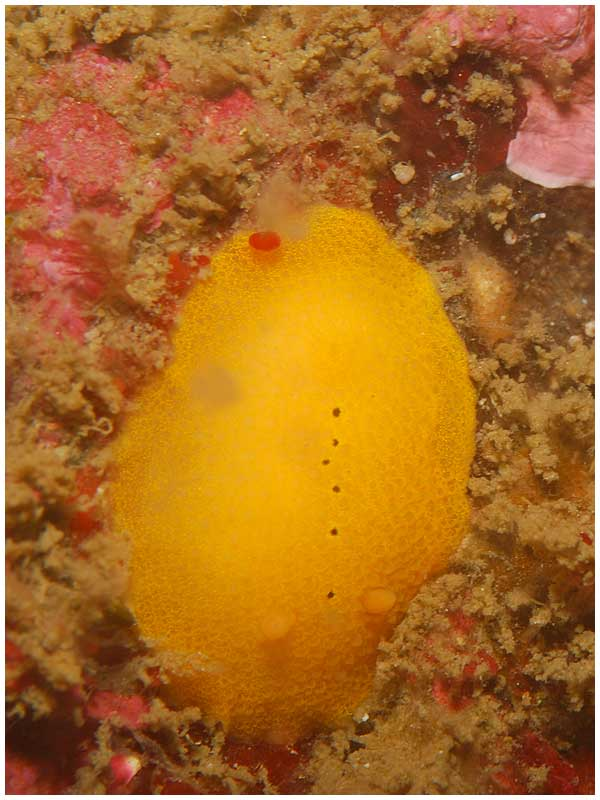
Aldisa cooperi
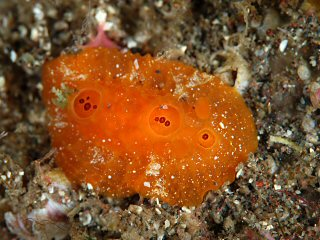
Aldisa pikokai
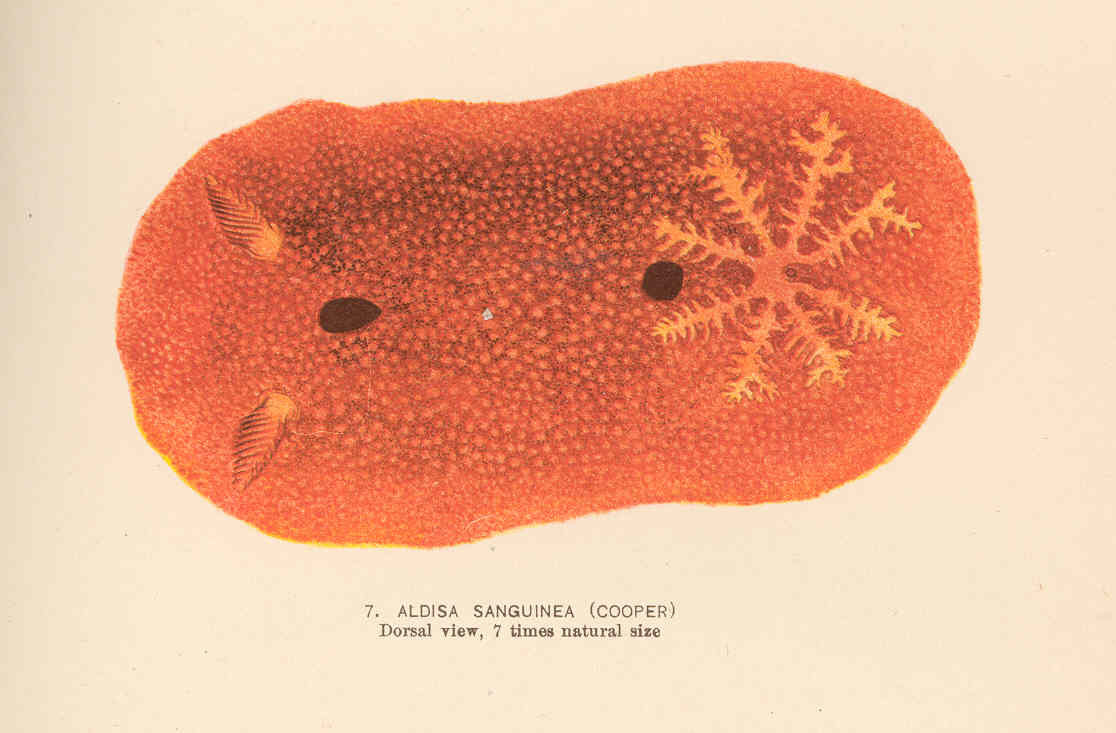
Aldisa sanguinea
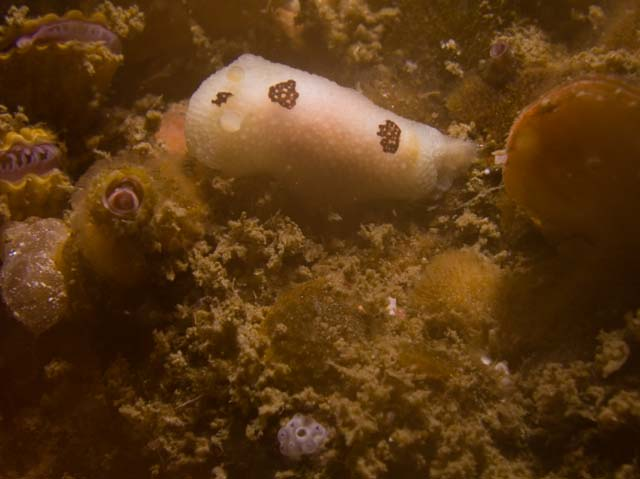
Aldisa trimaculata
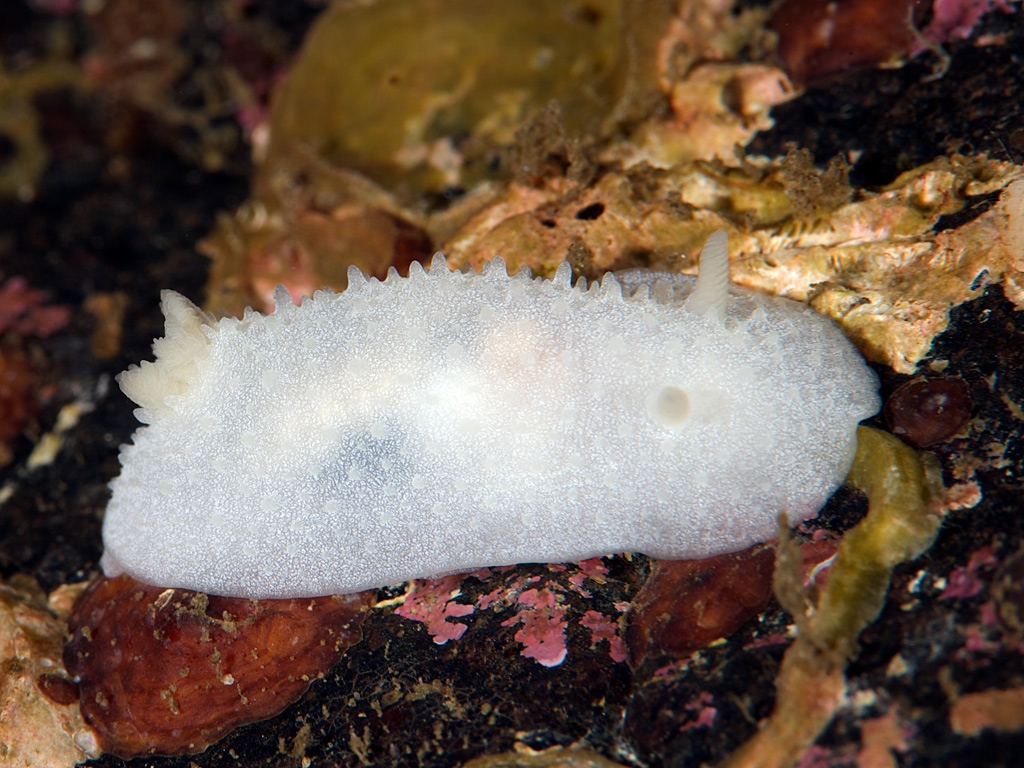
Aldisa zetlandica